# Чатсворт-хаус
Чатсворт-Хаус — англійський родовий маєток у Дербіширі, у Дербішир-Дейлі, у 5,6 км на північний схід від Бейквелла й у 14 км на захід від Честерфілда.

## Історія садиби
Старовинна садиба розташована на східному березі річки Дервент. Місцевість після здобуття земель норанами належала королю. Навколо — ліси і пагорби, біля одного з яких і первісно вибудували магнатський палац. У родини Лече 1549 року землі придбав сер Вільям Кавендіш, чоловік Бесс Хардвік . Весс Хардвік (померла 1608 р.) мала схильність до архітектури і за її сприяння були створені садиби Хардвік Холл і Чатсворт-хаус. Вона мешкала переважно в Хардвік Холл, де її нащадки зберігали її майно і вважали садибу родовим маєтком. Але другий син Весс Хардвік, Вільям Кавендиш, 1-й граф Девоншир, вибрав за резиденцію Чатсворт-хаус.

## Перебудови в 1687—1696 рр

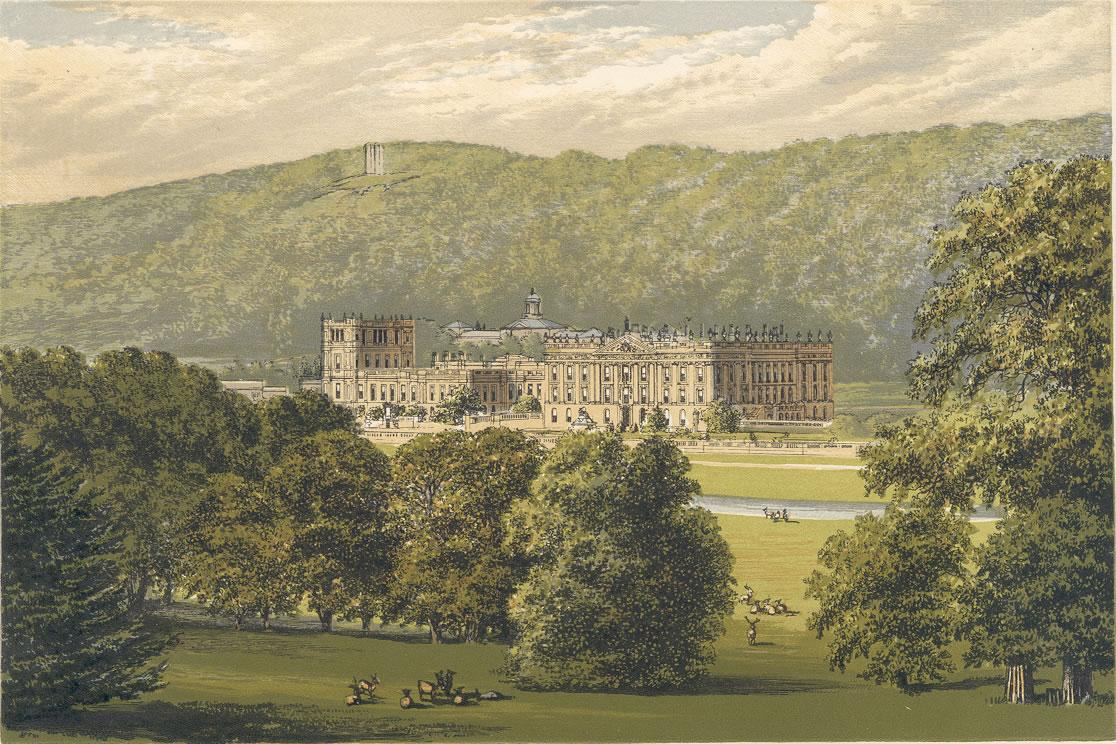
Вигляд садиби в 1880 році.

Нащадок Вільяма, 4-й герцог Девонширський і теж Вільям (1640—1707) після невдалої політичної кар'єри оселився в Чатсворт-хаус і розпочав ремонт в стародавній будівлі XVI століття. Первісно він намагався зробити перебудови в південній частині споруди при збереженні головних частин замку часів королеви Єлизавети І та своєї прапрабабці Бесс Хардвік. Але прибудова перетворилася в значну споруду, створену за зразками континентальних палаців нового типу. Проект створив архітектор і садівник Вільям Талман у вигляді триповерхової споруди: на перший рустований поверх спирались два інші, прикрашені на всю висоту до карниза великими пілястрами. Похмура погода в Британії з частими дощами сприяла появі і збереженню в багатих домівках великих вікон. Великі віка мала вже палацова споруда в Хардвік Холл. Споруда архітектора Вільяма Талмана теж мала низку частих вікон на всіх фасадах величної споруди з внутрішнім двором і кількістю залів в сто сімдесят п'ять (175) номерів. Дещо новими були низький дах і парапет палацу, прикрашений декоративним вазами. Західний фасад споруди прикрасили портик і трикутний фронтон. Північний фасад споруди розробив архітектор Вільям Арчер.
Проект Вільяма Талмана справив сильне враження на сучасників і був надрукований в виданні «Британський Вітрувій». Появу такої споруди пишно порівнювали з революційною подією в архітектурі на кшталт революції, яка відбулася в супільно-політичному житті королівства з повним обмеженням влади короля і переходом влади до англійського парламенту. Палац Чатсворт-хаус вважають першим заміським палацом Великої Британії, створеним в стриманих формах національного стилю бароко.

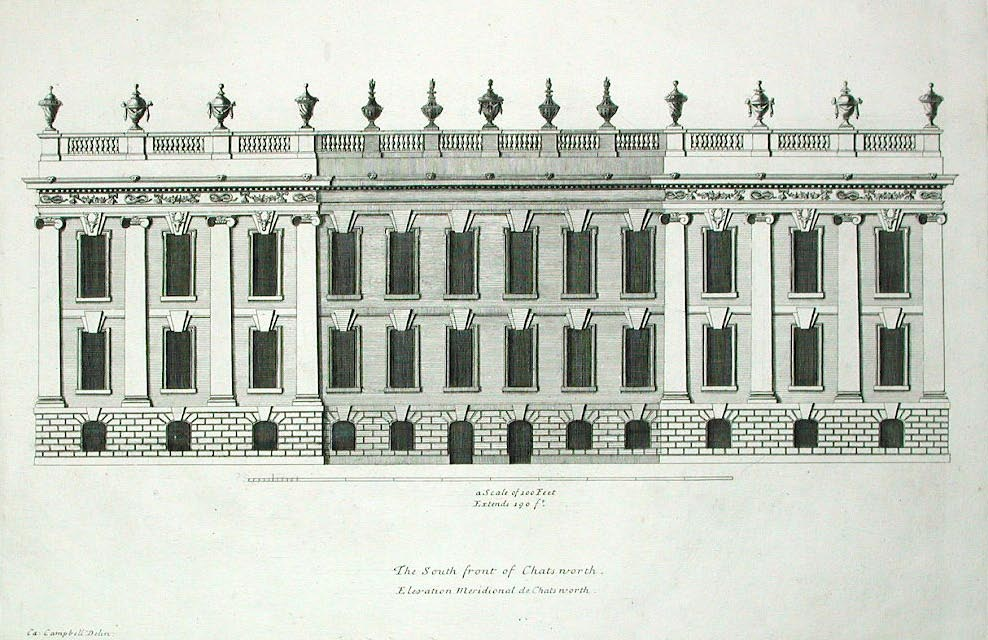
Палац Чатсворт-хаус, південний фасад з видання «Британський Вітрувій».
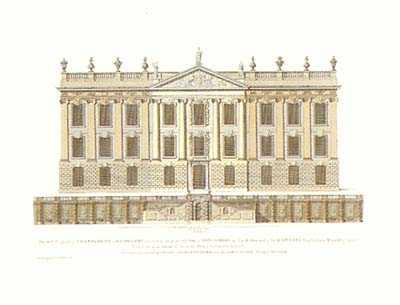
Палац Чатсворт-хаус, західний фасад з видання «Британський Вітрувій».

## Павільйони садиби

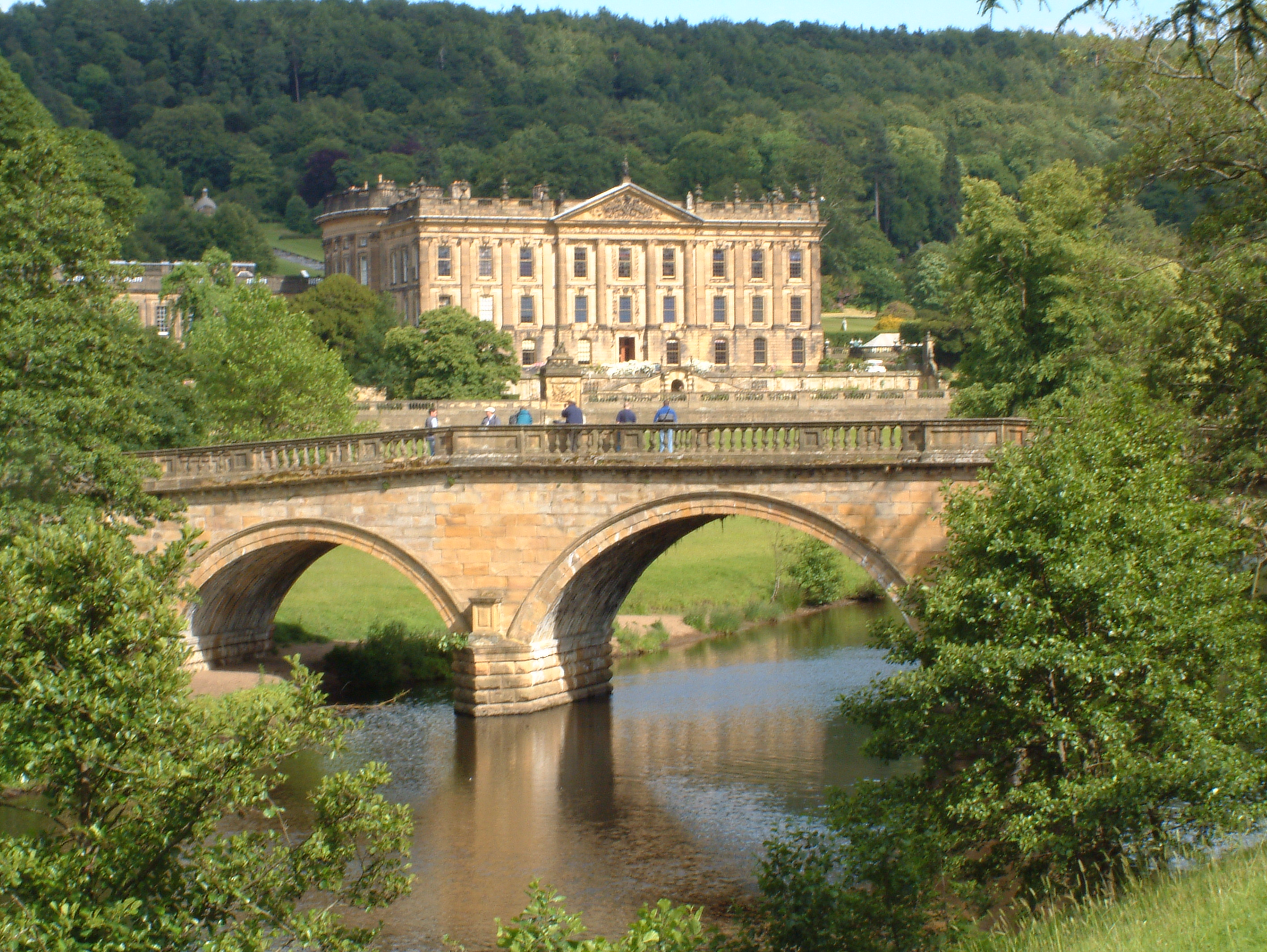
Кам'яний міст через річку Дервент

### Сади маєтку
Невеликий сад у маєтку створили ще в XVI столітті (тобто в добу королеви Єлизавети І). Цей невеликий садок став складовою частиною саду бароко, який створили наприкінці XVII століття. Як і звичний сад бароко, план його створення передбачав осьову побудову, квіткові партери, фонтани, низку павільйонів, Оранжерею. На перешкоді стали сам масштаб запланованих робіт, смерть володаря-замовника ухил земельної ділянки до річки. Проведені роботи надали можливість реалізувати первісний план частково. У парку прорили канал, вибудували Мисливський павільйон (високу споруду з чотирма кутовими вежами) і Оранжерею, партери і Каскад.

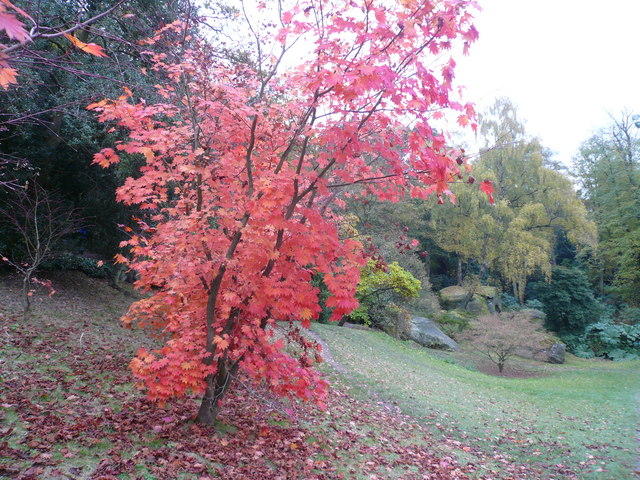
Японський клен саду восени
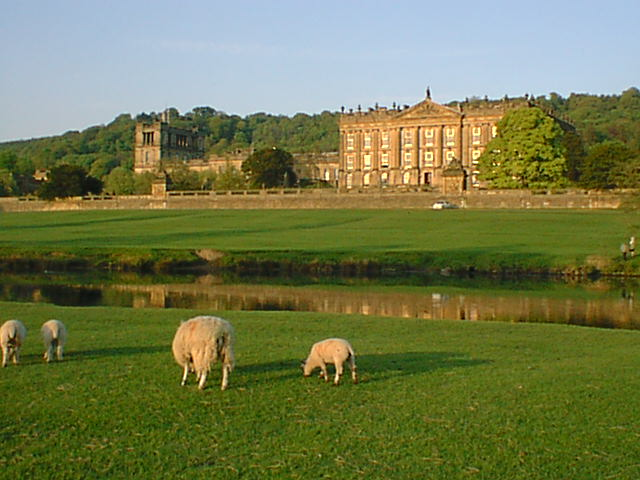
Вівці на газоні
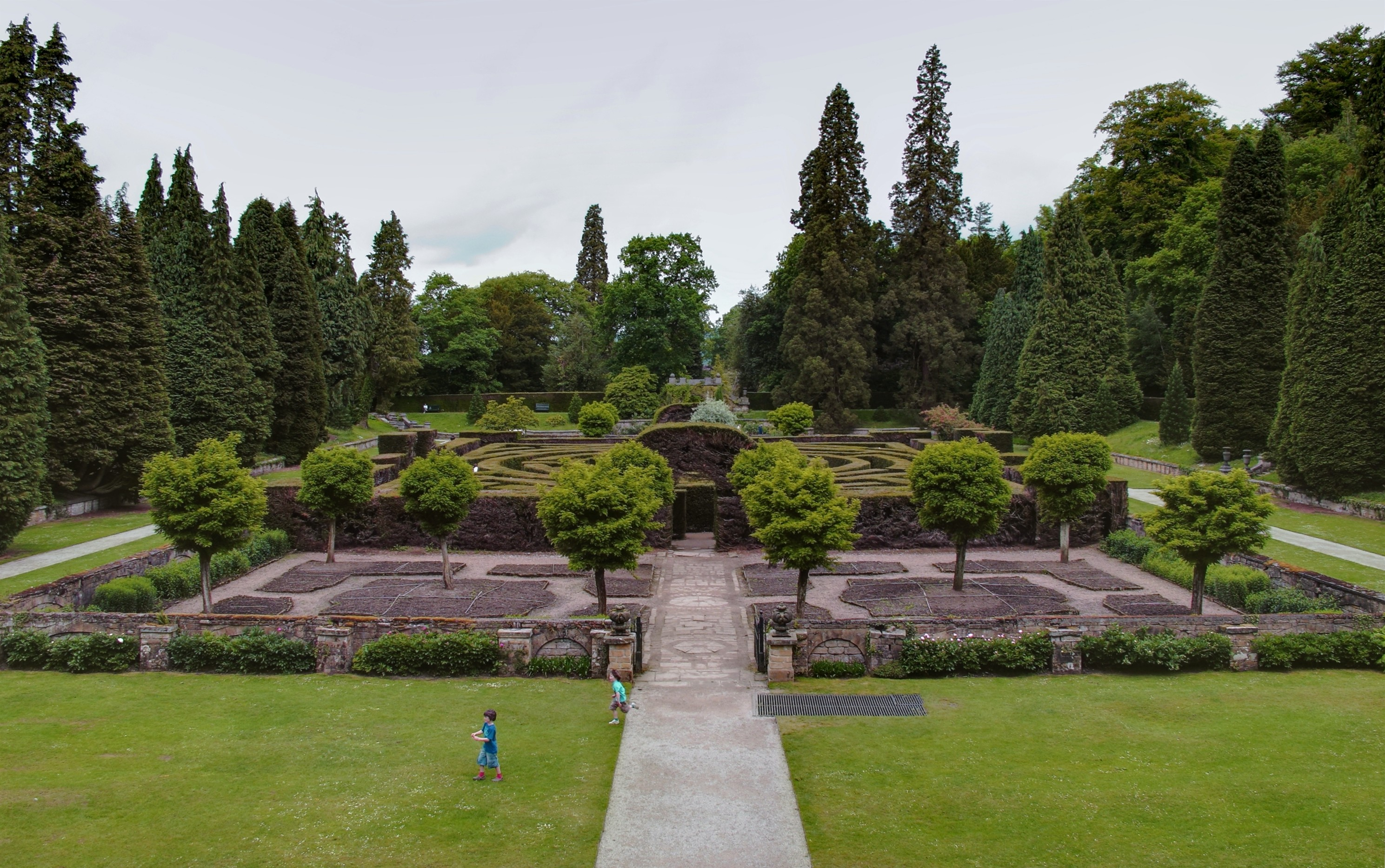
Шлях до Зеленого лабіринту
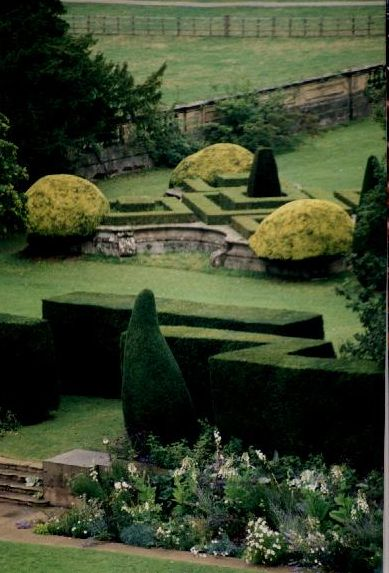
Вистріжені рослини

### Каскад в парку

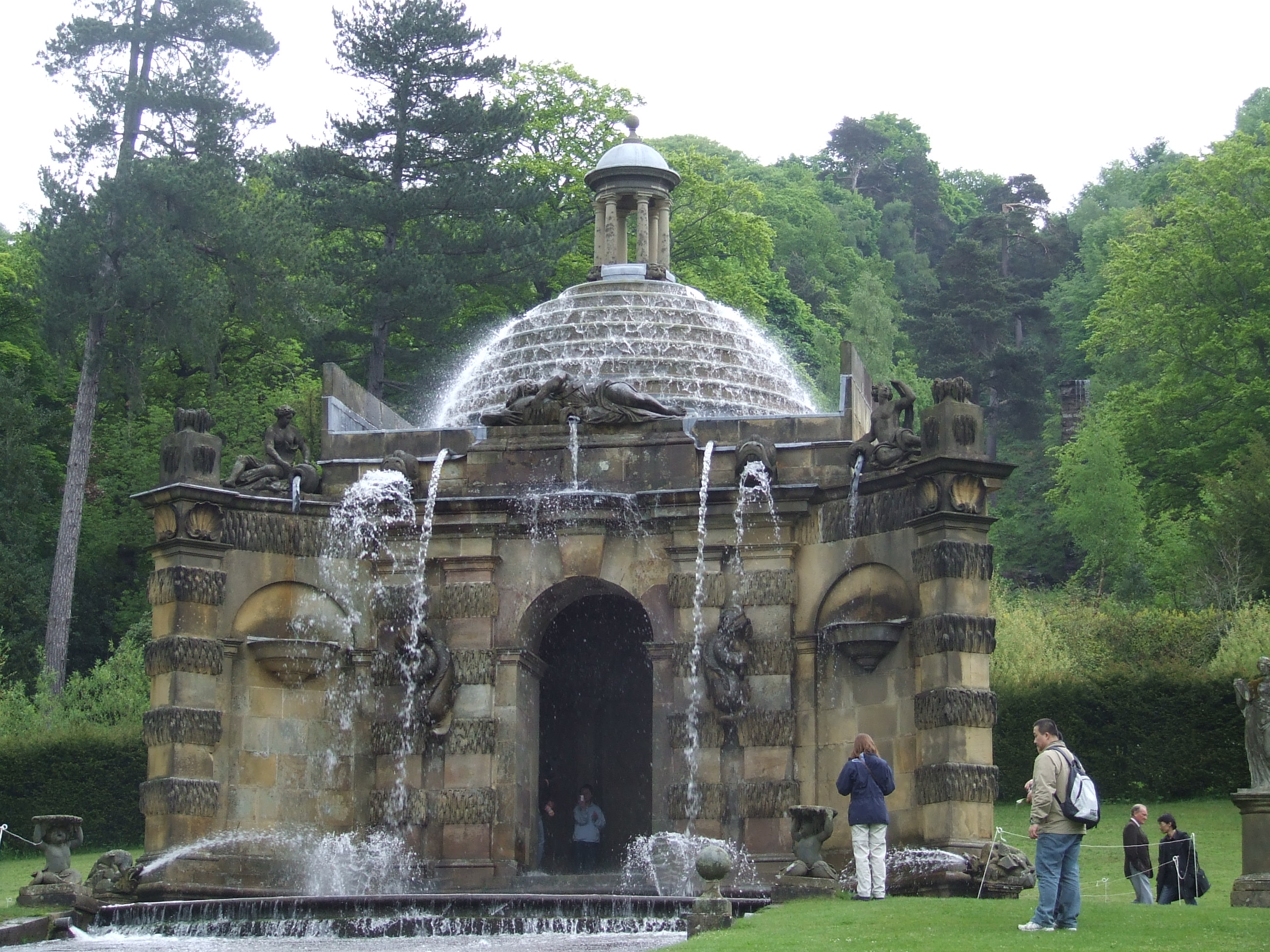
Будинок-каскад. Арх. Томас Арчер, 1703 рік.

Найбільш бароковою спорудою парку став каскад. Він створений обабіч палацу на схилі. Вода тече по кам'яним сходам. Цю паркову атракцію створили ще 1696 року, ремонтували і збільшили в 1701-му. Каскаду в такому вигляді бракувало архітектурного акценту. 1703 року до створення павільйону на верхівці пагорба залучили архітектора Томаса Арчера. Він створив невеликий кам'яний павільйон з куполом, по сходиковому даху якого тече вода. Вона збирається в невеликому басейні на даху і підживлює декілька струменів, що ллють воду з парапету і скульптур на сходинках. Внутрішній простір павільйону використовують як грот і оглядовий майданчик.
Каскад відремонтовано в 1994–1996 роках. Будинок-каскад визнано найкращим парковим павільйоном XVIII століття Великої Британії за думкою сорока п'яти експертів в 2004 році.

### Зелений лабіринт

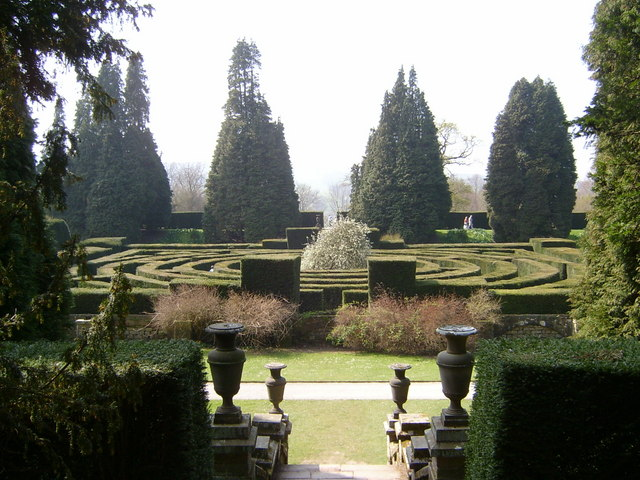

Слово «лабіринт» пов'язують із назвою подвійної сокири — лабриса, зображення якого часто зустрічається на стінах Критського лабіринту. Стародавні греки під лабіринтом розуміли поплутані підземні коридори в копальнях та катакомбах. Серед перших лабіринтів — той, що побудували неподалік оази Фаюм в Стародавньому Єгипті. Про цей дивовижний об'єкт сповіщав давньогрецький історик Геродот (бл. 484—431 або 425 рр. до н. е.), який бачив його залишки. Сучасні дослідники вважають, що той був заупокійним храмом, побудованим біля піраміди фараона Аменемхета III (1840—1792 р. до. н. е.). Найвідомішим для греків, однак, став лабіринт на острові Крит. Дивовижну й лякаючу споруду за дорученням Міноса спорудив нібито ам Дедал для Мінотавра. В середньовічній Європі лабіринти перетлумачили, тепер вони уособлювали хресний шлях паломників. Їх старанно викладали на підлогах готичних соборів, аби паломники, що спокутували гріхи, повзали по їх зображенням. З розвитком західноєвропейського декоративного садівництва лабіринт перейшов в парки багатіїв. Тепер він був без дахів і його коридори створювали щільно висаджені і правильно підстрижені стіною рослини. Зелений лабіринт дозволяв довго блукати відвідувачам на відносно малій земельній ділянці. Особливу пристрасть до зелених лабіринтів мали садівники Англії. З доби англійського відродження зелені лабіринти логічно перейшли в сади бароко, а теоретики садівництва створили декілька їх варіантів. Пейзажні сади в Англії віднайшли в період 1710–1730 рр., але англійські посібники для багатих садівників навіть в 1728 році друкували різні схеми зелених лабіринтів. Мав свій зелений лабіринт і сад бароко в садибі Чатсворт-хаус.

### Оранжерея

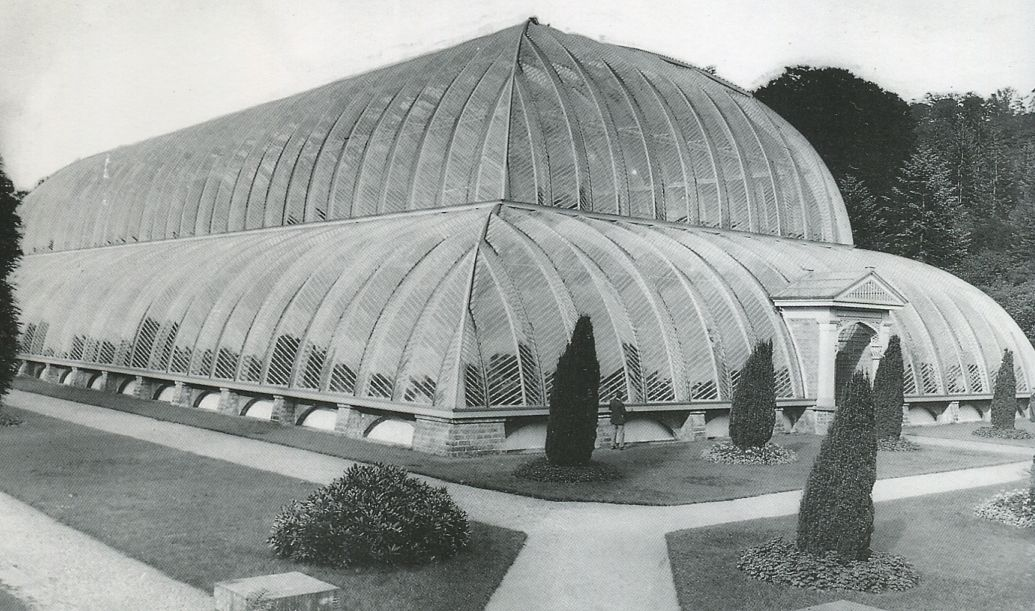
Оранжерея в Чатсворт-хаус, створена в 1836—1841 рр. і зруйнована в 1920-у.

Моди і їх зміни впливали на смаки володарів Чатсворт-хауса — родини герцогів Девонширських. Коли мода на пейзажні парки стала домінувати, 4-й герцог Девонширський запросив в садибу Л. Брауна. Ланселот Браун (1715—1783) уславився саме тим, що діяльно переробляв колишні регулярні сади французького зразка англійських магнатів на пейзажні. Він переробив регулярні сади в маєтку Стоу, які стали взірцем для володарів пишних садиб. Серед замовників Ланселота Брауна — герцог Букінгем і герцог Мальборо. Так мода на пейзажні сади в паркобудівництві Британії стала незворотною. Серед перероблених регулярних садів був і сад садиби Чатсворт-хаус. Правда, були збережені Будинок-каскад, Мисливський павільйон, Фонтан з морським коньком, Оранжереї.
Оранжереї в Чатсворт-хаус — особливі. Саме тут працював в 19 столітті садівник і фахівець з створення скляних оранжерей Джозеф Пакстон. Це його проект переміг всі інші пропозиції при створенні нового експозиційного приміщення для Першої всесвітньої промислової виставки в Лондоні 1851 року. Джозеф Пакстон — автор уславленого Кришталевого палацу довжиною п'ятсот шістдесят чотири (564) метри, що накрив паркову територію в 100.000 квадратних метрів, не пошкодивши при цьому жодного з великих паркових дерев. У садибі Чатсворт-хаус він не гнався за гігантоманією, але його місцева оранжерея увійшла в історію. Вона дожила до 20 століття і була зруйнована лише в 1920 році.

## Мистецькі збірки в палаці

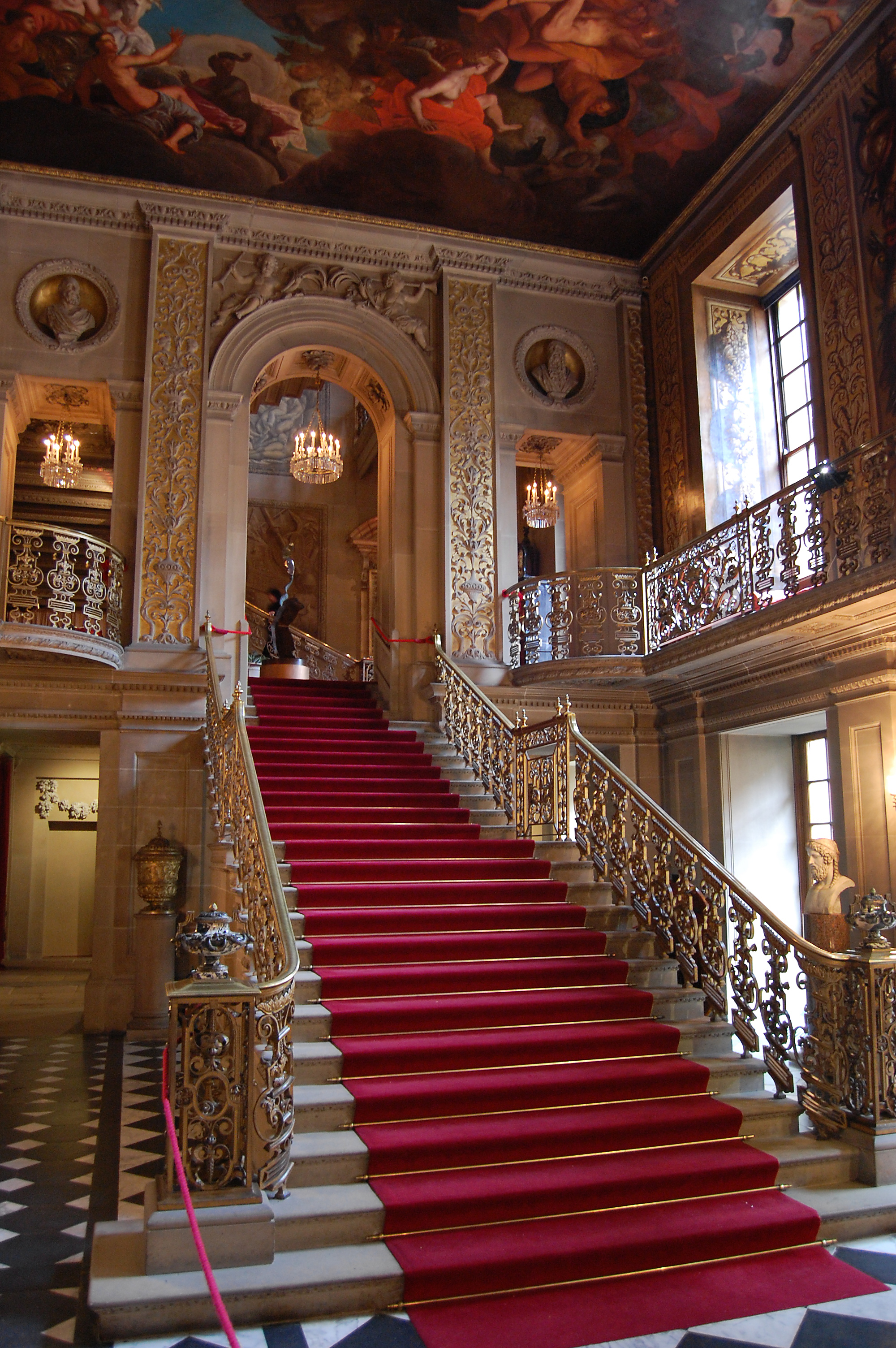
Парадні сходи.
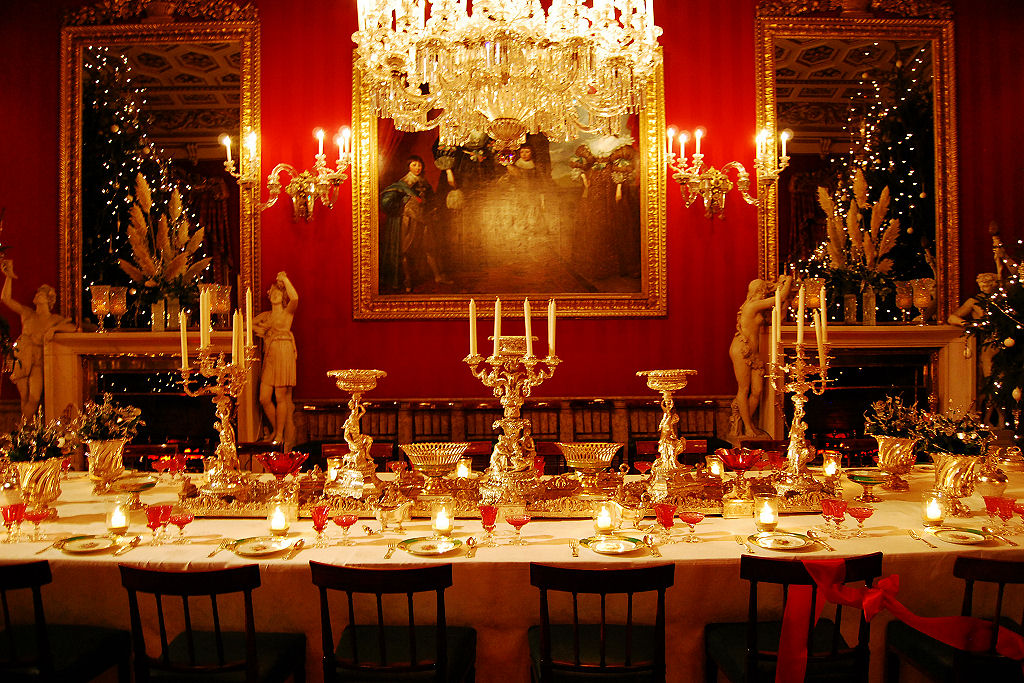
Велика їдальня
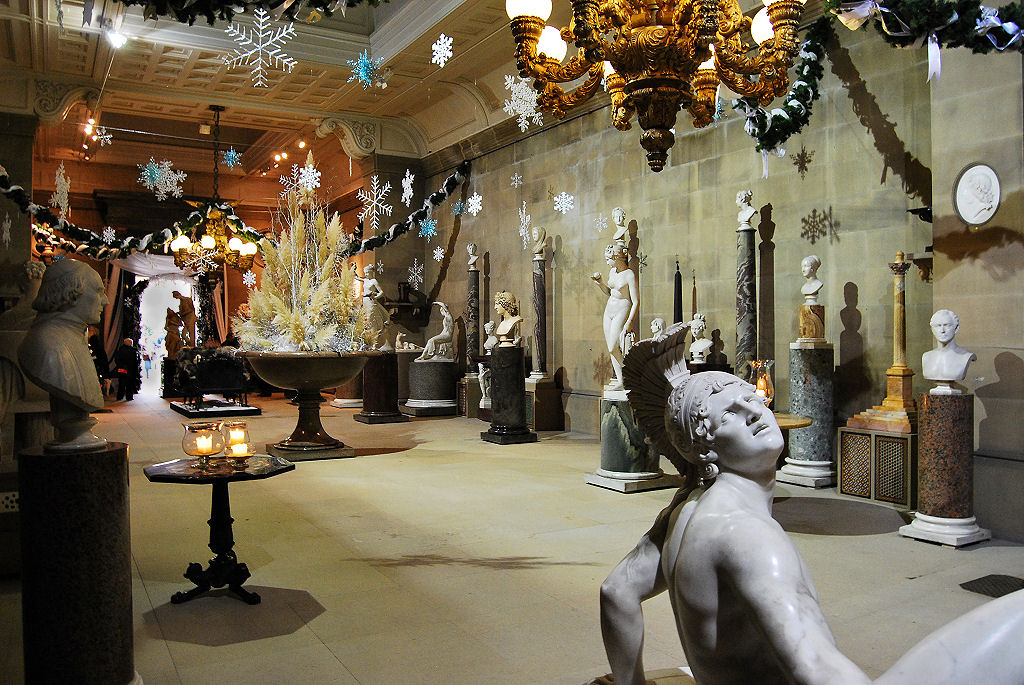
Приватна Галерея скульптур.
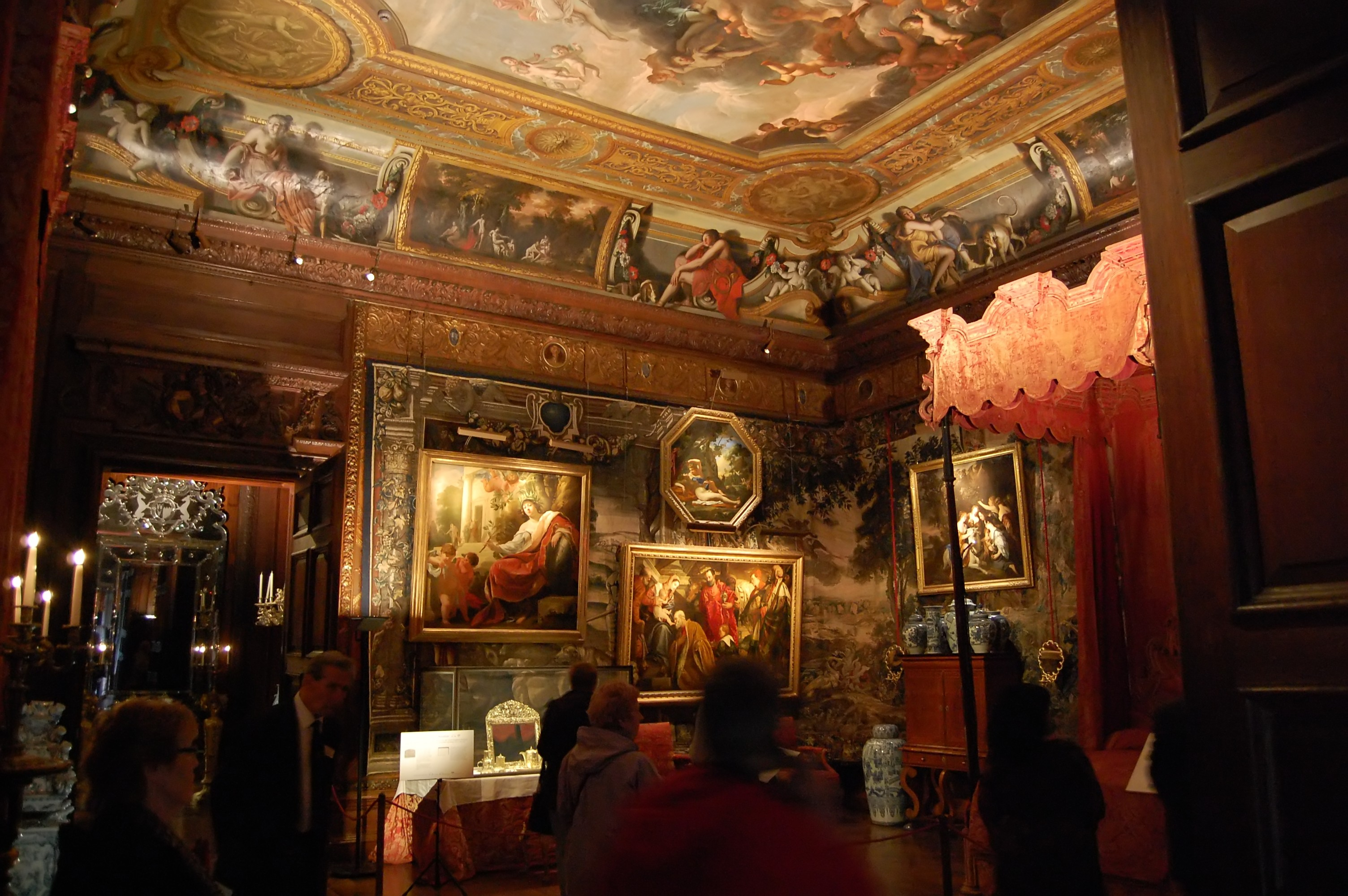
Парадна відпочивальня в замку.

Добудови до створеного архітектором Вільямом Талманом створили за наказом Вільяма Джорджа Спенсера Кавендіша, 6-го герцога Девонширського, що був багатим мандрівником і книгоманом-бібліофілом: саме він сприяв появі в палаці великого книжкового зібрання. Всі добудови часів 6-го герцого Девонширського були проведені з північного боку споруди, що ніяк не поміняло західного і південного фасадів споруди, але збільшило палац вдвічі. Він полюбляв мармур і частка залів прикрашена саме мармуром. З боку внутрішнього двору прибудували галереї, що надало можливість зручно переходити в різні частини палацу. Роками палацові збірки доповнювали картинами західноєвропейських художників, малюнками старих майстрів, скульптурами відомих європейських митців. В палацових збірках — старовинні меблі, порцеляна і кераміка, гобелени і килими.
Володарі роками купували скульптури західноєвропейських митців. Для мармурових творів відведена Скульптурна галерея. Переважають твори майстрів класицизму і європейського академізму, серед авторських зразків твори —
- Антоніо Канова
- Торвальдсена
- Рудольфа Шадова.

У приватній картинній галереї палацу — твори Якопо Тінторетто, Франса Галса, Антоніса ван Дейка, Рембрандта, Антоніо Каналетто, Ренуара тощо.

## Стайні

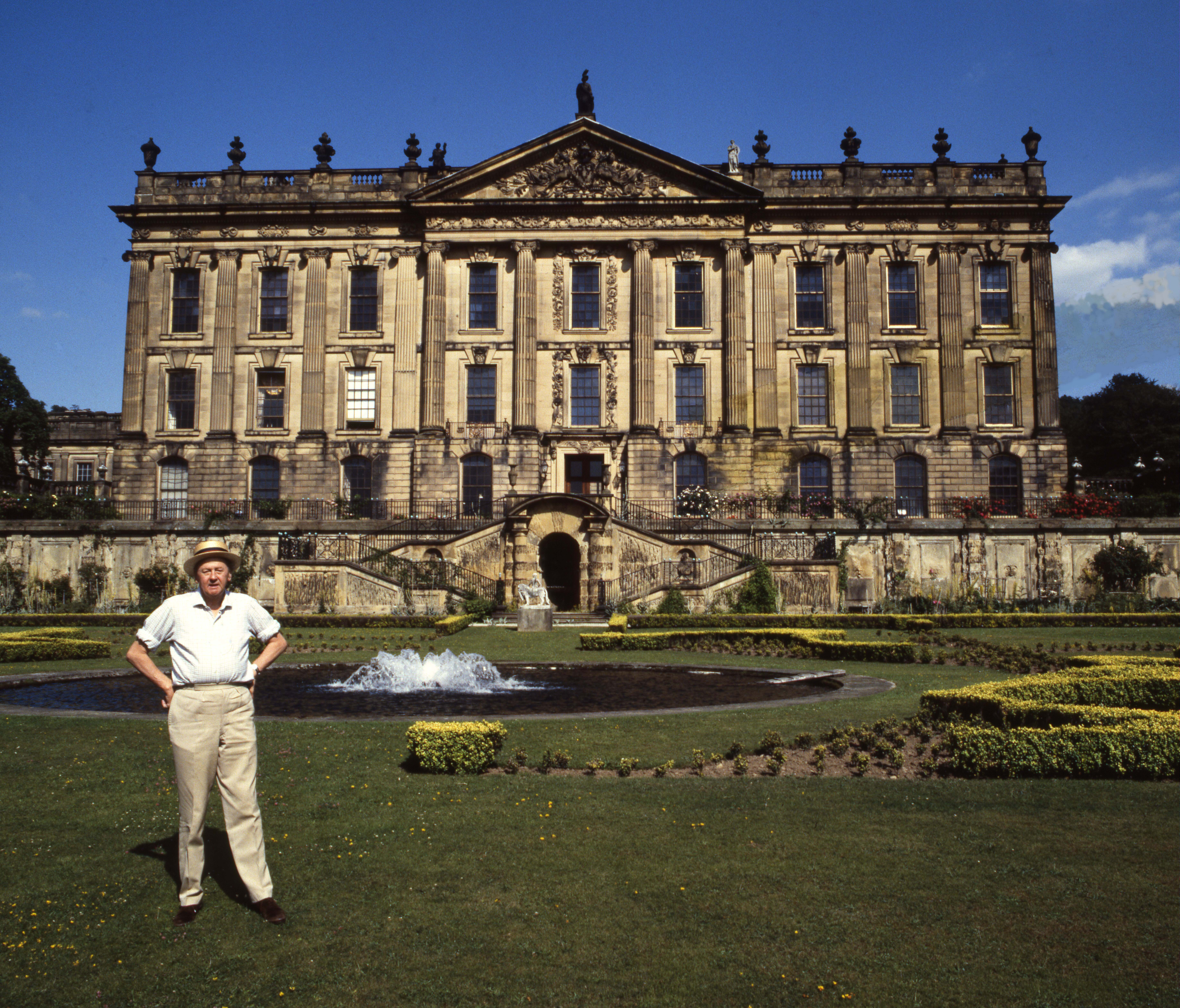
11-й герцог Девонширський, володар Чатсворт-хаус.

Серед господарських споруд садиби звертають увагу на Стайні. Вони побудовані в романтичному стилі на північний схід від палацу в 1760 році. Брама прикрашена дорийськими колонами з рустом і фронтоном. У тимпані фронтону — геральдичні олені натурального розміру, далі вежа з куполом. Стайні розраховані на вісімдесят коней, мають комори для кормів і власну кузню. Завеликі приміщення в два поверхи мали також житлові помешкання для колишньої обслуги. Наразі тут розташовані гараж і крамниця для численних туристів. Приватна садиба відкрита для відвідин.